# Kommunforskning i Västsverige
Kommunforskning i Västsverige (KFi) är en forskningsorganisation som bedriver och sprider forskning inom området ekonomi och organisation i kommuner och landsting. 
Organisationen och verksamheten utgår från ett samarbetsavtal mellan kommuner och regioner i Västsverige och Göteborgs universitet. Syftet med samarbetsavtalet är att initiera forskning och utbildning och därigenom bidra till att skapa en stark forskningsmiljö inom forskningsfältet vid Göteborgs universitet.